# Sterzing

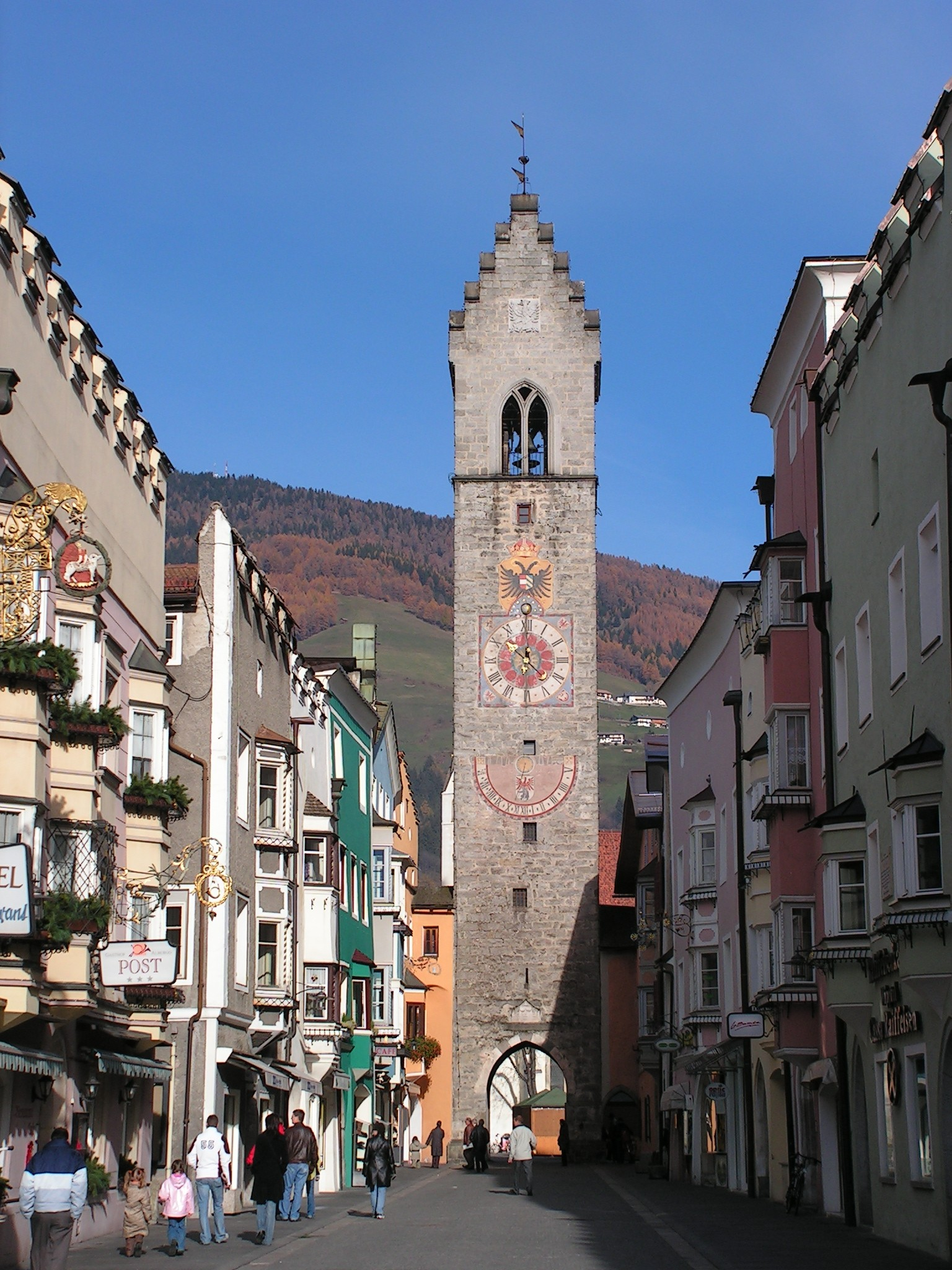
Zwölferturm.

Sterzing (tyskt uttal: [ˈʃtɛrtsɪŋ], italienska: Vipiteno [vipiˈtɛːno]) är en stad och kommun i provinsen Sydtyrolen i regionen Trentino-Sydtyrolen i norra Italien. Det är det största samhället i den södra delen av Wipptal och floden Eisack flyter genom Sterzing. Sterzing gränsar till kommunerna Brenner, Freienfeld, Pfitsch och Ratschings.
Kommunen har 6 960 invånare (2024), på en yta av 32,96 km². Enligt 2024 års folkräkning talar 67,66 % av befolkningen tyska, 32,08 % italienska och 0,27 % ladinska som modersmål.

## Orter
Orter (località) i kommunen Sterzing med fler än 20 invånare (inom parentes invånarantal 2021):

- Tschöfs/Ceves (60)
- Unterried/Novale di Sotto (71)
- Thuins/Tunes (288)
- Sterzing/Vipiteno (5 947)
- Lurx/Lurches (26)
- Matzes/Mazzes (26)
- Oberried/Novale di Sopra (30)